# Короленко (Кізнерський район)
Короле́нко (Старий Мултан, рос. Короленко, удм. Вуж Мултан) — село в Кізнерському районі Удмуртії, Росія.
Населення становить 286 осіб (2010, 439 у 2002).
Національний склад (2002):
- удмурти — 63 %
- росіяни — 34 %

Урбаноніми:
- вулиці — Зарічна, Інтернаціональна, Короленка, Лісова, Лучна, Молодіжна, Підлісна, Радгоспна, Садова, Удмуртська, Центральна

## Історія
Саме в цьому селі 1894 року почалась Мултанська справа.